# Achaz von Buchwaldt
Achaz von Buchwaldt (né le 18 septembre 1944 à Grömitz) est un cavalier de saut d'obstacles et entraîneur allemand.

## Biographie
Tout en suivant une formation de vendeur, il participe aux concours amateurs dans le Schleswig-Holstein. En 1967, il intègre le centre olympique allemand de sports équestres . En 1969, il remporte le championnat d'Europe des militaires. En 1970, il quitte le centre et se spécialise dans le saut d'obstacles.
Son plus grand succès dans une compétition internationale est en 1983 la médaille de bronze par équipe aux Championnats d'Europe à Hickstead. Il termine deux fois vice-champion d'Allemagne en 1983 et 1991. Il remporte deux fois le Deutsches Spring-Derby en 1982 et 1996.
Il commence l'entraînement tout en continuant à participer des compétitions. Parmi ses premiers élèves, il y a Lars Nieberg qui reste avec lui jusqu'en 1990. De mai 2005 à 2011, il est l'entraîneur de l'équipe du Danemark. Durant les années 1990, il entraîne Pia-Luise Aufrecht, pendant six ans, et Pius Schwizer.

## Source, notes et références
- (de) Cet article est partiellement ou en totalité issu de l’article de Wikipédia en allemand intitulé « Achaz von Buchwaldt » (voir la liste des auteurs).